# 條馬鰏
條馬鰏（学名：Equulites rivulatus），又稱條鰏、花身鰏、金錢仔，為鰏科馬鰏屬的其中一個種。

## 分布
本魚分布於西太平洋區，包括越南、台灣、中國沿海、日本南部、菲律賓、印尼、澳洲、新幾內亞、馬里亞納群島、馬紹爾群島、帛琉、密克羅尼西亞、所羅門群島、諾魯、新喀里多尼亞等海域。

## 特徵
本魚體側的上半呈藍灰，並有許多雜斑。鰓蓋後緣有黑邊，腹部銀白色，胸鰭基底有黑點。吻的長度等於眼徑；體長為體高的3.1倍，為頭長的4.2倍。背鰭最高的硬棘，約等於體高之半；腹鰭長度約略小於臀鰭最長的硬棘。背鰭有硬棘8枚、軟條16枚；臀鰭硬棘3枚，軟條13至14枚。體長可達10公分。

## 生態
本魚棲息在水質清澈的海水中，喜愛在水面上追食浮游生物，因此體型較細長，適合游泳。

## 經濟利用
小型的食用魚，但通常做下雜魚處理。